# 沙丁粘鱸
沙丁粘鱸，為輻鰭魚綱脂鯉目脂鯉亞目脂鯉科的其中一個種。分布於南美洲亞馬遜河及奧里諾科河流域，體長可達13.5公分，棲息在底中層水域，生活習性不明。